# Реусень (Ботошань)
Реусень, Реусені (рум. Răuseni) — село у повіті Ботошані в Румунії. Входить до складу комуни Реусень.
Село розташоване на відстані 358 км на північ від Бухареста, 45 км на південний схід від Ботошань, 53 км на північний захід від Ясс.

## Населення
За даними перепису населення 2002 року у селі проживали 1232 особи. Усі жителі села рідною мовою назвали румунську.
Національний склад населення села:
| Національність | Кількість осіб | Відсоток |
| -------------- | -------------- | -------- |
| румуни         | 1222           | 99,2%    |
| цигани         | 10             | 0,8%     |